# 塞巴斯蒂安王子 (卢森堡)
盧森堡的塞巴斯蒂安·亨利·马里·纪尧姆（1992年4月16日—），出生于卢森堡大公爵夫人夏洛特婦產醫院。盧森堡王子、拿骚王子、波旁-帕尔馬王子。是盧森堡大公亨利的幼子。教父母是他的大哥纪尧姆大公储和比利时的阿斯特里德公主。是卢森堡大公爵位第六顺位继承人。